# 聖パトリック旗

聖パトリック十字。白地に赤サルタイアーである。

聖パトリック旗（せいパトリックき、英: Saint Patrick's Flag）は、聖パトリック十字から成る旗のことである。
聖パトリック十字 (Saint Patrick's Cross) は、白地に赤いサルタイアー（斜め十字）で構成される十字であり、アイルランド、そしてアイルランドの守護聖人である聖パトリックのシンボルとみなされている。紋章学的な言い回しでは、Argent, a saltire gules （アージェントにギュールズのサルタイアー）という紋章記述となる。
聖パトリック十字とアイルランドとの歴史的な面での関わりには疑問がもたれている。この十字は聖パトリック騎士団の勲章として使われていた。この騎士団は1783年にアイルランド王国の筆頭騎士団として創設されたもので、後期には複数の機関の紋章や旗に使われていた。1801年、合同法によってアイルランドがグレートブリテン王国に加わると、このサルタイアーはユニオン・フラッグに組み込まれた。この旗はいまだに連合王国の旗として使われている。
聖パトリック旗は、アイルランドのナショナリストからはイギリスの発明したものだとして拒絶された。そのため統一的に認められている旗は存在しない (en:Cross-border flag for Ireland) 。

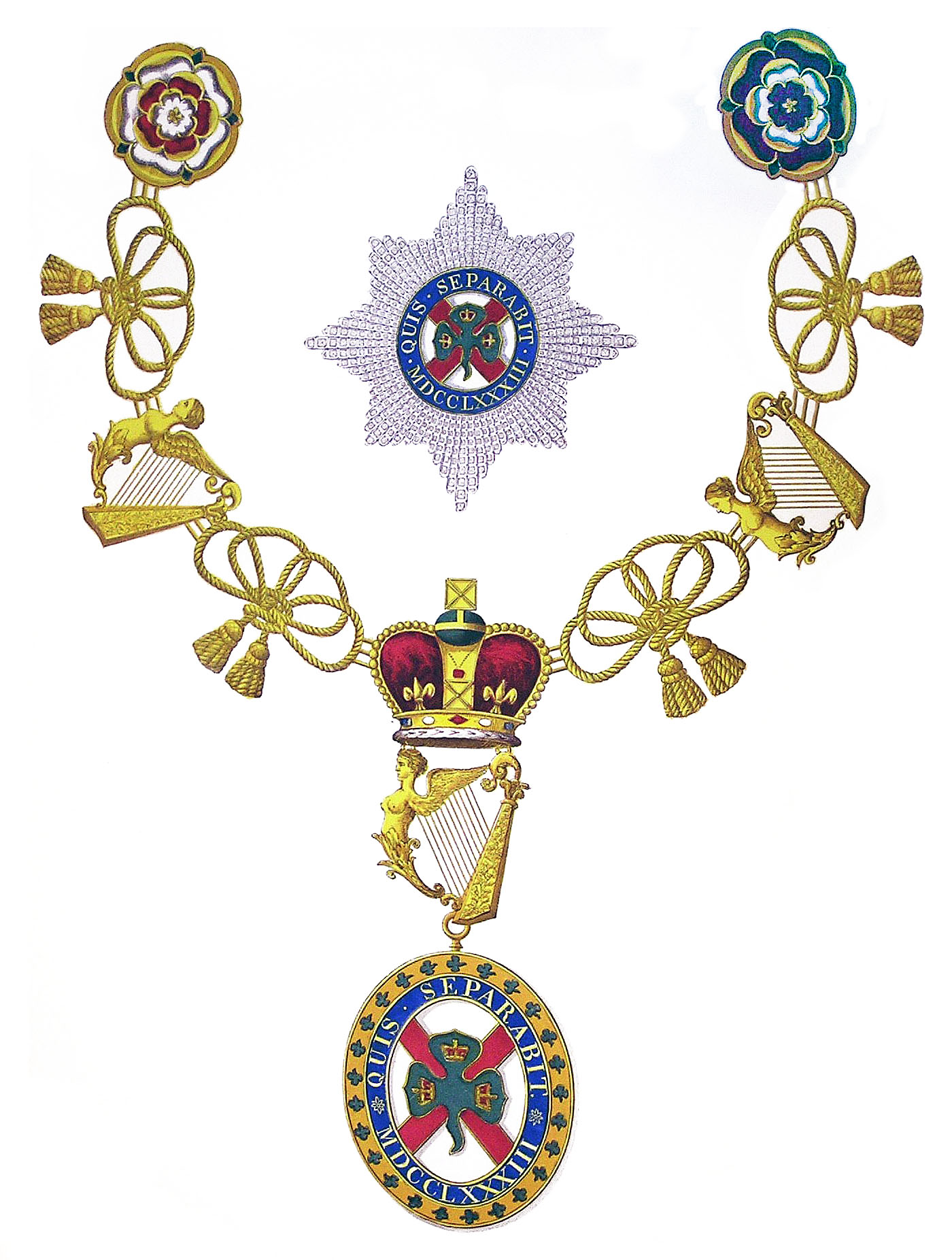
聖パトリック騎士の首章。セント・パトリック十字の上に緑のシャムロックが、その上に金の王冠が配置されている。

## 由来
この十字がはっきりと使われた最初期の記録は、聖パトリック騎士団のアイルランド総督ジョージ・ニュージェント＝テンプル＝グレンヴィル (George Nugent-Temple-Grenville, 1st Marquess of Buckingham) がロンドンの上役に宛てた1783年1月のものである。
| 「 | そしてバッジは、金に縁取られたシャムロックか三つ葉飾りのリースでしょうし、その周りの金の輪には、金文字で私たちの騎士団の標語すなわち「QUIS SEPARABIT?」が、騎士団設立年の1783とともに入るでしょう。それは聖パトリック赤十字を取り囲み、十字の上には三つ葉飾りが、それぞれの葉はアージェントの上において帝冠を抱いているでしょう。 | 」 |

聖パトリック騎士団は1783年に作られ、アイルランドに多くの自治権を与えた1782年法令 (en) に記された。騎士団はそのまま、アイルランド議会 (Parliament of Ireland) の政治的支援を得るための方法 (もしくはその支援に対する報酬) となっていた。
そのバッジで使われていた十字の起源ははっきりとしない。後年の多くの注釈者たちは、そのサルタイアーはフィッツジェラルド家（しくはジェラルディン）の紋章から取られたものだと、単純に仮定した。第2代ラインスター公ウィリアム・フィッツジェラルドはアイルランド貴族院 (Irish House of Lords) の主要メンバーの一人であり、そして聖パトリック騎士団の創設メンバーの一人であった。
時間に追われていたテンプルに対してマイケル・カーシーは、騎士団の紋章の基礎はガーター騎士団のそれを使い、そのジョージ・クロスを45度の角度にしたものに変更するだけにしようと提案したという。
しかしながら、それ以前にアイルランドの紋章として使われていた証拠があるため、それらは論拠に乏しく疑いがある。実態としては、これらはジェラルド家の紋章、時にはスペインのブルゴーニュ十字 (en) として解釈されてきた。CAIN (Conflict Archive on the Internet：アイルランドの紛争や政治の情報の収集、分析などを行っている団体のデータベース) のウェブサイトにおいては「聖ジョージ十字に対応するものとして17世紀、ダブリン城において英国当局によってデザインされたのが最初である」としている。アイルランドの国章は16世紀以来、青地に銀糸を張った金のハープである。騎士団の赤いサルタイアーは、ときおり近代の注釈者において外国のシンボルであるとして非難される。それが聖パトリックと結び付けられる以前は、Xの形をしていなかったという。

### 初期のサルタイアー
多くの資料をもって、サルタイアーは1783年以前のアイルランドで使用されていたとされている。
1480年ごろに鋳造された複数のアイルランドのコイン (en)  (グロートおよび半グロート) の裏面のデザインには、サルタイアーがついた盾が2つ描かれていた。当時、アイルランド総督にはキルデア伯ジェラルド・フィッツジェラルドが就いており、この盾2つは彼の紋章であると見られている。

ブルゴーニュ十字

1601年から1602年のキンセール包囲戦 (en) の時の英語、およびドイツ語の絵地図においては、アイルランド・スペイン連合軍は赤いサルタイアーで表されていた。ただしこれは、アイルランドの旗というよりも、スペインの戦旗であったブルゴーニュ十字であると考えられている。
1612年からの物であるとはっきりしているダブリンのトリニティー・カレッジ (en) の紋章には、2つの城塔に翻っている旗が見られる。ひとつは白地に赤十字のもので、これは聖ジョージ十字を現しているとされる。もうひとつは白地に赤いサルタイアーで、こちらはアイルランドを表していると考えられている。
三王国戦争間のアイルランド・カトリック同盟の紋章に関する近年のレポートでは、おのおのにおいて金地に赤サルタイアーの入った小区画を持っていたことが報告されている。1645年のダンカノン包囲戦 (Siege of Duncannon) のある絵地図においては、トマス・プレストン (Thomas Preston, 1st Viscount Tara) の連合軍はサルタイアーで示されていた。
1915年の旗に関する本では、1650年代護国卿時代の短い期間に、盾を4分したうち最初と4つ目に聖ジョージ十字が、聖アンドリュー十字が2番目に、そしてアイルランドを表現した白地に赤サルタイアーが3番目に置かれた旗を使っていたと主張する。ユニオンフラッグを描いたいくつかの図画 (その中にはウィレム・ファン・デ・フェルデ (父) (Willem van de Velde the Elder) が1661年頃に描いたヘンリー (HMS Henry (1656)) も含まれている) には、1800年以降のユニオンフラッグのように赤サルタイアーを含むものも見られる。しかし、そのようなデザインを使っていたという公的な証拠は無い。
17世紀後半から18世紀におけるいくつかの地図と旗の本においては、白地に赤サルタイアーの旗はアイルランドを表すものとして使われていた。それらのなかには、パウルス・ファン・デア・デュッセン (Paulus van der Dussen) の1690年ごろのものや、Le Neptune françoisのものも含まれており、1693年にアムステルダムで刊行された海図においては、その上部にはIerse、下部にはIrlandoisと解説されていた (前者はドイツ語、後者はフランス語で「アイリッシュ」)。ジャン・ブラウ (Jan Blaeu) の1650年の地図では、白地のサルタイアーでアイルランドを表しており、いくつかの版ではハンドカラーリング (Hand-colouring) によって赤が入っていた。

### そのほかの聖パトリック十字
幾人かの著者は、聖ジョージや聖アンドリューと異なり、聖パトリックは殉教者ではないということをもって十字のシンボルを使うのは不適当だと述べている。しかしながら、そのほかにも聖パトリックと結び付けられた十字は存在している。

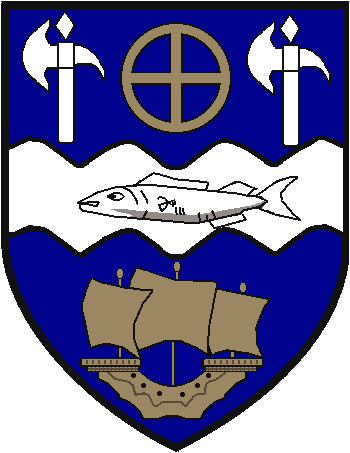
バリナの紋章。斧の間に聖パトリック十字がはさまれている

古いハイクロス (high cross) のなかで「セント・パトリック・クロス」と呼ばれているものは、その聖人と伝説的なかかわりをもつ場所に存在している。たとえば、ロック・オブ・キャセルは、パトリキウスがマンスター王 (en:King of Munster) Óengus mac Nad Froíchに洗礼をした場所とされる。そして、聖パトリックの苦行 (St Patrick's Purgatory) が行われたとされるドニゴール県ダーグ湖 (ロッホ・ダーグとも) に浮かぶステーション・アイランド (Station Island) にもある。18世紀まではリヴァプールにもセント・パトリック・クロスがあり、彼がアイルランドへ派遣される前に説法をしたであろう場所に置かれていた。メイヨー県バリナにおいて1970年に採用された紋章には、441年にパトリキウスが訪れたとされるLeigue墓地の岩に刻まれていた聖パトリック十字をその構図に含んでいる。
セント・パトリック半ペニー硬貨 (St. Patrick halfpenny) では、パトリックは総大司教十字が頭についた司教杖を持つ形で描かれている。
1935年のある文章においては、アイルランド・カトリック連合の時代において「本当の聖パトリック十字は四角い旗で、赤いサークルの緑地に白十字であった。」と述べている。1679年のある紋章学に関する小冊子においては、十字軍の折にアイルランドの民族によって生み出された紋章は「黄色地に赤十字」であったと述べている。1688年、ランドルフ・ホーム (Randle Holme III (1627–1700)) はこの十字 (もしくはギュールズ十字) を「アイルランドのための」「聖パトリック十字」であると、はっきり述べている。1914年のアイルランド義勇軍 (Irish Volunteers) のゴールウェイ県部隊はこれに近い旗を「これはクロムウェルの時代にアイルランドの旗として使われていたものだ」として採用している。
パピーズ・ライブラリーのコレクションに収蔵されているブロードサイド (Broadside) の中のひとつ「ティーグとソウニー:もしくは聖パトリック十字による大変に面白い献身の無残なる成功。ディールのワーリーギグに変わるのこと。(Teague and Sawney: or The Unfortunate Success of a Dear-Joys Devotion by St. Patrick's Cross. Being Transform'd into the Deel's Whirlegig.)」とよばれる1690年ごろのものでは、アイルランド人 (ティーグ Teague。侮蔑的な意味でカトリック教徒、ひいてはアイルランド人を表す) とスコットランド人 (ソウニー Sawney。侮蔑的な意味でスコットランド人) が風車を初めて見て、聖アンドリュー十字か聖パトリック十字かで口論をする。この中で両者はステレオタイプ的な馬鹿として描かれている。

#### 聖パトリックの祝日のバッジ
以前は、聖パトリックの祝日に紙もしくはリボンで作られた十字をつけるのは一般的な風習であった。しかしながら、今に伝わっているそれらのバッジは多くの色があり、サルタイアーというよりはまっすぐな形で着用されていた。
リチャード・ジョンソン (Richard Johnson) の『キリスト教世界の7人の闘士』（Seven Champions of Christendom,1608年）の第2部では、聖パトリックに対する空想的な解説の最後に「アイルランド人はイングランドのみならずかの国においても、いまだ彼の名をたたえて年1回の祭りを行い続けており、彼の冒険の象徴として、おのおのの帽子のクリスチャンクロスの下に、赤いシルクの十字をつける。」としている。ブリテン島に配置されたアイルランド人兵士は、「彼らの国の風習として」聖パトリックの祝日に赤い十字をつけていたということが、1628年の記録で伝わっている。
1681年にアイルランドを旅行したトマス・ディナリー (Thomas Dinely) は「アイルランド人は身分や境遇にかかわらず、帽子に十字をつけており、あるものはピン、あるものは緑のリボンである。」と記している。ジョナサン・スウィフトは1713年、聖パトリックの祝日のステラに向けて、「ザ・マルは十字でいっぱいで、私は世界全部がアイルランドのように感じました。」と書いている。1740年代において、ピン止めされるバッジは多彩な色の織り布で作られていたが、1820年代には多色のデイジーパターンというシンプルなもので、子供だけがつけるようになっていた。1890年代にはそれらもほぼ絶滅し、緑色のギリシア十字が円形の紙の上に描かれているというシンプルなもの (上記のバリナの紋章に近い) となった。アイリッシュ・タイムス (The Irish Times) は1935年に、それらはダブリンの貧民街ではまだ売られているが先年よりは少なくなり、「いくらかはビロード、もしくは刺繍の絹またはポプリンで、シャムロックとリボンを組み合わせた金紙の十字がついている。」と報じている。

#### 末広がり十字

末広がり十字。英語ではCross pattéeという

騎士団の標語である"Quis separabit?"、ラテン語で「誰が私たちを引き離すのか?」(今日では北アイルランドの標語でもある) は、聖パトリックの親愛なる兄弟騎士団 (Friendly Brothers of St PatrickもしくはOrder of the Friendly Brothers of St Patrick) のものからの借用であったが、統一への意欲を表す行為としては政治的に適切であった。兄弟団の一部は末広がり十字を「聖パトリック十字」とみなして、自分たちのバッジに使っていたと記録されている。ジェントルマンズ・ マガジン (The Gentleman's Magazine) に1786年に寄せられた手紙には、先細りではない十字入りの紋章がついた兄弟団のチェーンのイラストが入っていた。

### 同時代の証言
当時における騎士団のバッジに対する複数の反応は、X十字はスコットランドの守護聖人の聖アンドリューの十字 (en) であるという不満が出た。しかしながら、現代の旗章学においては、青と白のデザインのみがそう呼ばれると認められている。1783年2月のある新聞は「アイルランド人の胸は血だらけの聖アンドリュー十字で飾られており、それはこの自然の島の守護聖人ではない。」と主張した。ほかの記事では「騎士団の星にいれられることによって、スコットランドの守護聖人聖アンドリューの十字は、アイルランドの聖パトリック騎士団に栄誉を授けることになる(中略)、これは常識的にも、そして国家の礼儀としても明らかな侮辱である」と主張した。
テンプル卿 (聖パトリック騎士団のデザインは彼に委任されていた) への公開状は、これを繰り返し、さらに細かくしている。
| 「 | 聖パトリックの祝日にアイルランド人が一般的に使う十字は末広がり十字である。これは中央は小さく、そして端に行くほど広がっており、端のほうはかなり広い。これがアイルランドの十字として記録されているわけではないが、これは古い時代からの伝統として指示されており、似たような慣習と同じように一般的には十分な権威として認められる・・・もう一方の人の盾紋章は名誉ある法 (それは前述のものよりずっと多いのだが) によって非常にみっともなく計算され、名誉をもっとも高い場所に運ぶべきである騎士団のエンブレムの十字は、もう一方の国の騎士団の長年の財産として認められているものなのだろうか？もし、私たちが一般的に着用するアイルランドへ結び付けられる聖人のエンブレムが、閣下に認めていただけないのなら、多くのほかの人は、スコットランドがとても長い間象徴とするものを取り入れるという、アイルランドをその不名誉な見解に放り込むということをせずに、そこから去ることを選ぶでしょう。 | 」 |

これに対して、ウォーターフォードからの1785年の新聞記事はこう書いている。
少なくとも40の船がわが港におり、ニューファンドランド島への食料を積み込んでいる。そのうち13隻あまりはわが国の船であり、それらは聖パトリック旗をつけている (その地は白で聖パトリック十字と1/4ほどのハープが配されている)。

### そのほかのアイルランドのシンボル
アイルランドの紋章は青地に金のハープである。これは初期の連合の旗においてアイルランドを表していた。コモンウェルス旗 （Commonwealth Flag。イングランドとアイルランド。1649年） や護国卿時代のジャック （Protectorate Jack。イングランド、アイルランド、スコットランド。1658年） などがそれにあたる。また、イングランド王ジェームズ1世以来の王旗 (en:Royal Standard of the United Kingdom) においても大きな位置を占めていた。
そのほかにはケルト十字やブリジッド十字 (Brigid's cross) がアイルランドのシンボルとして使われたことがある。

## 旗の使用
メイヌースのセント・パトリックス・カレッジ (St. Patrick's College) の旗はこの聖パトリック旗であり、学位授与日やそのほか重要な日に掲揚される。これは1997年に設立されたアイルランド国立大学メイヌース校のそれぞれのカレッジからは影響を受けない。
北アイルランドの旗は議論の的であり (Northern Ireland flags issue)、そのシンボルは、その下にある政治的な違いを反映したものとなっている。セント・パトリック旗は相互融和のシンボルとして、ユニオン・フラッグやアルスター・バナーよりも政治的立場に無いものとしてしばしば使われる姿がプロユニオニスト (Unionism in Ireland) に見られ、片やナショナリスト (Irish nationalism) ではアイリッシュ・トリコロールが使用されている。この旗はアイルランド国教会の敷地内で掲揚が認められているもののひとつであり、もうひとつアングリカン・コミュニオンの旗 (Compasrose Flag of the Anglican Communion) がある。これは1999年の総会で取り決められたもので地域主義 (Sectarianism) 的な立場のものである。似たような考えは、北アイルランド警察 (Police Service of Northern Ireland) の新しいバッジの基礎でもある。デイヴィッド・マクナリー (David McNarry。北のユニオニスト政治家) は北アイルランドのナンバープレート (Northern Irish number plates) でも、イングランド、スコットランド、そしてウェールズのプレートのように、旗を使うことが認められるべきであると提案した。
聖パトリック旗は北アイルランドの聖パトリックの祝日でもしばしば見られる。旗は、聖パトリックの埋葬地であるとされるダウン大聖堂 (Down Cathedral) の近く、ダウンパトリックにてパレードが行われる前にダウン県議会 (Down District Council) に渡される。グレートブリテン側においては、2009年のクロイドンのパレードにおいてアイリッシュ・トリコロールの代わりに掲げられ、一部の議員からは不満の声が出ることになった。これはブラッドフォード市議会において叩かれている。
聖パトリック十字をつかうことは、アイルランド共和国の「ポスト民族主義」圧力団体リフォーム・ムーブメントに支持され、彼らは連合王国との密接な関係を模索した。リフォームは自分たちのロゴにこの十字を取り入れている。ローンボウルズの全島大会 (The all-island bodies for men's and ladies' bowls) では聖パトリック旗の下で競技が行われる。

## サルタイアーの組み込み
| ?グレートブリテンの旗 |  | 連合王国の旗 |
| ?グレートブリテンの旗 |  | 連合王国の旗 |

1800年合同法によってグレートブリテン王国とアイルランド王国は合併し、アイルランドを表すものとして赤サルタイアーはユニオンフラッグの中に組み込まれた。その起源の不確実性とは関係無しに、白地のサルタイアーはさまざまなアイルランドの組織 (とアイルランド以外のいくつかの組織) の紋章に使われた。
コークの市章には2つの塔のに赤サルタイアーが見え、これは1800年以前のバージョンにはなかった。コルレイン (Coleraine) の名前は聖パトリックから与えられたと言われていることから、コルレイン区議会 (Coleraine Borough Council) は聖パトリック十字を含んでいる。
ロイヤル・アイリッシュ・アカデミー (Royal Irish Academy) の1786年のもともとの紋章にはサルタイアーは入っていなかったが、1846年のそれには入っていた。赤サルタイアーは、アイルランドのクイーンズ大学 (Queen's University of Ireland。1850年設立、1851年紋章付与、1879年に移行)とその後継であるクイーンズ大学ベルファスト (Queen's University Belfast。1908年設立、1910年紋章付与) の紋章にもあり、アイルランド王立外科医学院においても同様である。1902-12年ごろにさかのぼられる王立ダブリン協会 (Royal Dublin Society) の旗は赤サルタイアーを含むが、この重要性は知られていない。ユニオニストの団体連合王国ガールスカウト(Girlguiding UK) から分かれたアイルランド自由国ガールスカウト (Irish Free State Girl Guides) においても、1929年の設立からアイルランド憲法が制定される1937年までの間、その旗には聖パトリック十字が入っていた。1945年に制定されたアイルランド国教会のコナー主教区の紋章には、聖パトリックのスレミシュ (Slemish) での隷属を記念して聖パトリック十字が入っている。
パトリック十字は1914年に計画されたアイルランド義勇兵のダウン県部隊の旗に入っていた。アイルランド義勇軍のある記者はオライリー (The O'Rahilly) は十字が「ユニオン・ジャックのために捏造された」ものであるということを分かるべきだ、と主張した。
十字は1941年設立のアイルランド海運社 (Irish Shipping) の船主旗 (house flag) に採用され、これは1973年から9年にアイルランド大陸線 (Irish Continental Line) で使われた。これはアイルランド灯台局 (Commissioners of Irish Lights) の旗においても使われている。John Vinycombによってデザインされた王立アイルランド考古学協会 (Royal Society of Antiquaries of Ireland) のバッジには、この十字と4地域の紋章が入っている。ラスマインズとラスガー (Rathmines and Rathgar) のアーバン区議会 (Urban District Council) において1929年 (該当地区がダブリン市議会に吸収される1年前) に制定された紋章では、聖パトリック十字とケルト十字が配されていた。
1930年代、聖パトリックの青 (St. Patrick's blue) が下地のバリエーションがブルーシャツ (Blueshirts) の旗やバッジに採用された。この右派武装組織には保守派と、左翼共和派 (republican) であるフィアナ・フォイル党に反発した初期のユニオニストが多少含まれていた。
聖アンドリュー十字、聖パトリック十字、そしてアルスターの赤い手 (Red Hand of Ulster) を組み合わせた旗はアルスター分離派 (Ulster separatists) によって使われた。彼らはアイルランド共和国に加わらない形での、北アイルランドの連合王国からの分離と独立を夢見ていた。
イングランド国教会トゥルーロ主教区 (Diocese of Truro。1876年設立) の紋章には、コーンウォールのケルト人遺跡 (Cornwall's Celtic heritage) の象徴としてパトリック十字を加えている。ローマカトリックのニューヨーク大司教区 (Roman Catholic Archdiocese of New York。この区の大聖堂は聖パトリック大聖堂である) でもこの十字を取り入れている。 オタワの聖パトリック高校 (St. Patrick's High School) の旗と校章にもこの十字が入っている。

アルスター独立運動(Ulster Independence Movement) において掲げられた旗
ブルーシャツの旗
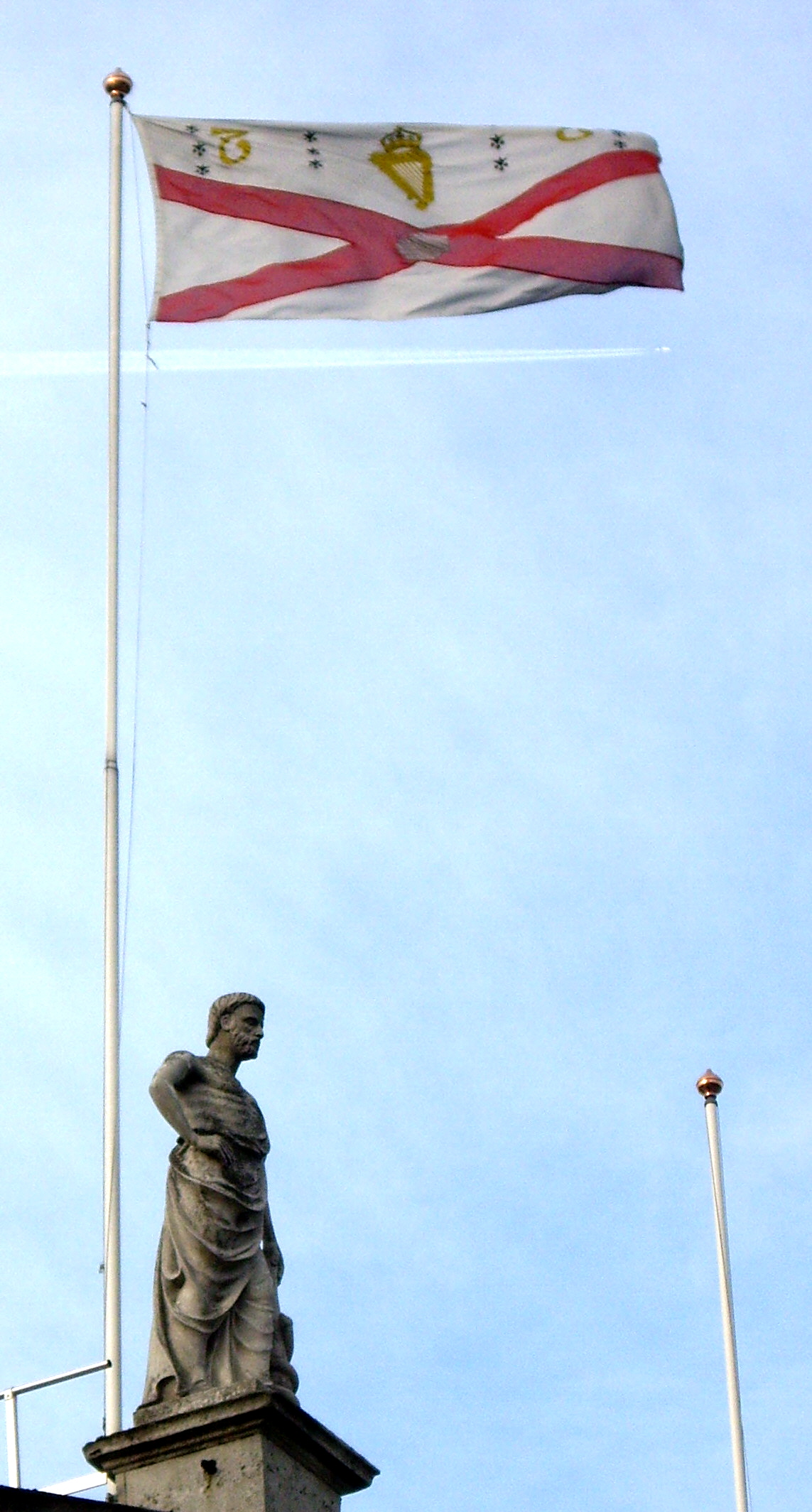
アイルランド王立外科医学院の旗

## 直接関係のない旗
白地に赤サルタイアーという特徴をもつそのほかの旗としてはアラバマ州の旗がある。これは公式には「白地にクリムゾン色の聖アンドリュー十字」としており、フロリダ州の旗とバルディビアの旗 (en:Flag of Valdivia) は、ともにスペインのブルゴーニュ十字からである。ジャージーの旗は1693年のオランダ語の旗に関する本の"Ierse"を"Jersey"と読み間違えたのが起源であるという ("Ierse"はオランダ語でアイリッシュである)。ただしこれには異説も多い。
ウェスト・ダンバートンシャイアの紋章は、先のクライドバンク自由都市に由来しているが、この紋章はレノックス (Lennox) の紋章由来の赤サルタイアーを含んでいる。もっとも、聖パトリックの伝説的な生誕地であるオルド・キルパトリク (Old Kilpatrick) はこの地区にあり、もし偶然の一致だとしたら聖パトリック十字を連想させるのは適切と考えられるかもしれない。